# Scharnhorst-Kaserne (Bremen)
Die Scharnhorst-Kaserne ist eine Garnison in Bremen, in der 1936 bis 1939 Wehrmachtseinheiten der Artillerietruppe stationiert waren. Benannt wurde die Anlage nach dem preußischen General Gerhard von Scharnhorst. Nach dem Ende des Zweiten Weltkriegs nutzt die Bundeswehr ab 1959 die Kasernenanlage, hauptsächlich für das Verteidigungsbezirkskommando 20 und heute für das Landeskommando Bremen.

## Geschichte

### NS-Staat und Zweiter Weltkrieg
Im Zuge der Aufrüstung der Wehrmacht ab 1934 benötigte der NS-Staat zusätzliche Truppenunterkünfte. Nachdem in Bremen-Huckelriede bereits die Cambrai- und die Hindenburgkaserne errichtet und am 1. Oktober 1935 bezogen worden waren, erwarb der Reichsfiskus für 447.742,26 Reichsmark eine weitere, 122.024 Quadratmeter große Fläche, die noch am 5. Mai 1934 in Teilen als „Siedlungsland für Beamte“ durch die Stadt Bremen angeboten worden war. Im Januar 1936 begannen die Bauarbeiten für die später Scharnhorst-Kaserne genannte Anlage. Es entstanden entlang des heutigen Niedersachsendamms jeweils ein Gebäude für einen Regiments- und den Abteilungsstab sowie ein Wirtschaftsgebäude. Hinzu kamen drei Unterkunftsgebäude für jeweils eine Batterie einer Artillerieabteilung, ein Exerzierhaus, ein Exerzierplatz, drei Geschützhallen, ein Gasraum, eine Kraftfahrzeugwerkstatt und acht Kraftfahrzeughallen. Die Kasernengebäude erhielten hellgrünen Putz sowie Zierklinker und Kunststeine. Zudem versahen sie die Nationalsozialisten mit künstlerisch gestalteten Arbeiten entsprechend ihrer Ideologie. So wurde das Wirtschaftsgebäude der Kaserne mit zwei Reliefs „Alte und moderne Artillerie“ versehen. Am 26. Mai 1936 wurde Richtfest gefeiert und die Garnison zum 6. Oktober 1936 von der II./schweres Artillerieregiment 58 mit der 4. bis 6. Batterie bezogen. Die Abteilung war ab September 1939 beim Überfall auf Polen im Rahmen des X. Armeekorps beteiligt.

### Bundeswehr
Ab 1959 belegte die Bundeswehr den Standort. Folgende Stäbe, Verbände, Einheiten und Dienststellen der Bundeswehr waren bzw. sind in der Scharnhorst-Kaserne stationiert:
| Einheit | Stationierung ab  | Herkunft                                                                                            | Stationierung bis                                                                                 | Verbleib |
| --- | ----------------- | --------------------------------------------------------------------------------------------------- | ------------------------------------------------------------------------------------------------- | --- |
| Standortkommando Bremen                                                                                           | 1. April 1959     | neu aufgestellt                                                                                     | 1963                                                                                              | umbenannt in Verteidigungsbezirkskommando 20                                                                              |
| Bundeswehrfachschule Bremen mit Bundeswehrfachschulkompanie Bremen                                                | 1961              | neu aufgestellt                                                                                     | 31. Januar 2002                                                                                   | aufgelöst |
| Ausbildungskompanie 5/11                                                                                          | 1. Oktober 1961   | neu aufgestellt                                                                                     | 18. Dezember 1961                                                                                 | verlegt nach Wesendorf, Hammerstein-Kaserne, und dort zum 1. April 1973 in Nachschubausbildungskompanie 5/11 umgegliedert |
| Festes Fernmeldezentrum der Bundeswehr 212/101                                                                    | 1. Oktober 1962   | neu aufgestellt                                                                                     | 31. Dezember 1994                                                                                 | aufgelöst |
| Verteidigungsbezirkskommando 20 mit Mobilmachungsvorbereitungsgruppe und Pionierdienstgruppe                      | 1963              | aus Standortkommando Bremen                                                                         | 25. Januar 2007                                                                                   | umbenannt in Landeskommando Bremen                                                                                        |
| Umschlagstaffel/Nachschubkompanie 320                                                                             | März 1973         | neu aufgestellt                                                                                     | Mitte 1980er Jahre                                                                                | verlegt in die Weser-Geest-Kaserne nach Schwanewede                                                                       |
| Instandsetzungslenkgruppe 723                                                                                     | 1. April 1973     | neu aufgestellt                                                                                     | 30. September 1994                                                                                | aufgelöst |
| Fernmelderevisionsdiensttrupp 212/101                                                                             | 1. April 1974     | neu aufgestellt                                                                                     | 30. November 1994                                                                                 | aufgelöst |
| Fernmelderevisionsdiensttrupp 212/102                                                                             | 1. April 1974     | neu aufgestellt                                                                                     | 30. November 1994                                                                                 | aufgelöst |
| Fernmelderevisionsdiensttrupp 212/103                                                                             | 1. April 1974     | neu aufgestellt                                                                                     | 30. November 1994                                                                                 | aufgelöst |
| Flugsicherungsbereichszentrale 3                                                                                  | 1976              | verlegt nach Aufstellung 1960 auf dem Fliegerhorst Oldenburg in Oldenburg i. O.                     | 1. Oktober 1978                                                                                   | mit Flugsicherungsbereichszentrale 4 zum Flugsicherungssektor B Fernmelderegiment 81 umgegliedert                         |
| Flugsicherungsbereichszentrale 4 (Eider-Control)                                                                  | 1. Juni 1976      | verlegt nach Aufstellung am 27. Januar 1960 in der Julius-Leber-Kaserne in Husum                    | mit Flugsicherungsbereichszentrale 3 zum Flugsicherungssektor B Fernmelderegiment 81 umgegliedert | |
| Flugsicherungssektor B Fernmelderegiment 81 mit Luftwaffensanitätstrupp                                           | 1. Oktober 1978   | aus Flugsicherungsbereichszentrale 3 und 4                                                          | 30. September 1994                                                                                | in Flugsicherungssektor B umbenannt                                                                                       |
| Ausbildungsschwarm Lufttransportgeschwader 62                                                                     | 1. Oktober 1978   | neu aufgestellt                                                                                     | 31. Oktober 1994                                                                                  | aufgelöst |
| Feldjägerbataillon 722 (Geräteeinheit)                                                                            | 1. Januar 1980    | neu aufgestellt                                                                                     | 30. Juni 2006                                                                                     | aufgelöst |
| Wehrleit- und Ersatzbataillon 801 (Geräteeinheit)                                                                 | 1. Juli 1980      | neu aufgestellt                                                                                     | 31. Juli 1995                                                                                     | aufgelöst |
| Heimatschutzregiment 72 „Hanseatisches Heimatschutzregiment“ (Geräteeinheit) mit Mobilmachungsvorbereitungsgruppe | 1981              | neu aufgestellt                                                                                     | 1993                                                                                              | aufgelöst |
| Jägerbataillon 722 (Geräteeinheit)                                                                                | 1. April 1981     | verlegt aus Bremerhaven und unter gleichzeitiger Umbenennung aus Jägerbataillon 724 (Geräteeinheit) | 26. März 1993                                                                                     | in Heimatschutzbataillon 722 umgegliedert                                                                                 |
| Feldwebel für Reservisten 200                                                                                     | 1. April 1981     | neu aufgestellt                                                                                     | 30. September 1994                                                                                | aufgelöst |
| Infrastruktur- und Bauinstandsetzungsgruppe 7020 (Geräteeinheit)                                                  | 1. Januar 1982    | neu aufgestellt                                                                                     | 30. September 1994                                                                                | aufgelöst |
| Luftwaffensicherungszug 6181 (Geräteeinheit)                                                                      | 1. Oktober 1982   | neu aufgestellt                                                                                     | 30. September 1994                                                                                | aufgelöst |
| Luftwaffensicherungszug 6281 (Geräteeinheit)                                                                      | 1. Oktober 1982   | neu aufgestellt                                                                                     | 30. September 1994                                                                                | aufgelöst |
| Versorgungskompanie 720 (Geräteeinheit)                                                                           |                   | neu aufgestellt                                                                                     |                                                                                                   | aufgelöst |
| Sicherungszug I IVG-Tanklager Farge (Geräteeinheit)                                                               |                   | neu aufgestellt                                                                                     |                                                                                                   | aufgelöst |
| Sicherungszug II IVG-Tanklager Farge (Geräteeinheit)                                                              |                   | neu aufgestellt                                                                                     |                                                                                                   | aufgelöst |
| Sicherungszug III IVG-Tanklager Farge (Geräteeinheit)                                                             |                   | neu aufgestellt                                                                                     |                                                                                                   | aufgelöst |
| Verteilervermittlung der Bundeswehr Bremen                                                                        |                   | neu aufgestellt                                                                                     |                                                                                                   | aufgelöst |
| Fernmelderevisionsinstandhaltungstrupp 212/101                                                                    |                   | neu aufgestellt                                                                                     |                                                                                                   | aufgelöst |
| Fernmelderevisionsinstandhaltungstrupp 212/102                                                                    |                   | neu aufgestellt                                                                                     |                                                                                                   | aufgelöst |
| Mörserkompanie 720 (Geräteeinheit)                                                                                |                   | neu aufgestellt                                                                                     |                                                                                                   | aufgelöst |
| Wallmeistertrupp 200/1                                                                                            |                   | neu aufgestellt                                                                                     |                                                                                                   | aufgelöst |
| 2./Feldjägerbataillon 720                                                                                         | 1994              | verlegt aus der Lettow-Vorbeck-Kaserne in Bremen nach Aufstellung 1972                              | 31. März 2003                                                                                     | in 5./Feldjägerbataillon 152 umbenannt                                                                                    |
| 4./Lufttransportgeschwader 62                                                                                     | 1. Oktober 1994   | neu aufgestellt                                                                                     | 31. März 2014                                                                                     | in 4. Fliegende Staffel/Lufttransportgeschwader 62 umgegliedert                                                           |
| Flugsicherungssektor B mit Luftwaffensanitätstrupp                                                                | 1. Oktober 1994   | aus Flugsicherungssektor B Fernmelderegiment 81                                                     | 30. Juni 2007                                                                                     | in Flugsicherungssektor Bremen umbenannt                                                                                  |
| Fernmeldesektor 201                                                                                               | 1. Oktober 2000   | neu aufgestellt                                                                                     | 31. Dezember 2009                                                                                 | aufgelöst |
| Heimatschutzbataillon 722 (Geräteeinheit) „Hanseatisches Heimatschutzbataillon Bremen“                            | 26. März 1993     | aus Jägerbataillon 722 (Geräteeinheit)                                                              | 8. Juli 2007                                                                                      | aufgelöst |
| 5./Feldjägerbataillon 152                                                                                         | 1. April 2003     | aus 2./Feldjägerbataillon 720                                                                       | 30. April 2014                                                                                    | aufgelöst |
| Wehrbereichskommando I – Jugendoffizier Bremen                                                                    | 1. Januar 2007    | neu eingerichtet                                                                                    | 31. Januar 2013                                                                                   | umbenannt in Jugendoffizier Hansestadt Bremen                                                                             |
| Landeskommando Bremen                                                                                             | 25. Januar 2007   | aus Verteidigungsbezirkskommando 20                                                                 | heute                                                                                             | |
| Flugsicherungssektor Bremen                                                                                       | 1. Juli 2007      | aus Flugsicherungssektor B                                                                          | 30. September 2017                                                                                | aufgelöst |
| BWI Informationstechnik GmbH Bremen Scharnhorst-Kaserne                                                           | 1. Dezember 2008  | neu aufgestellt                                                                                     | heute                                                                                             | |
| Verband der Reservisten der Deutschen Bundeswehr Bremen                                                           | 1. Dezember 2008  | neu aufgestellt                                                                                     | heute                                                                                             | |
| Verband der Reservisten der Deutschen Bundeswehr Bremen Heimatschutzbataillon                                     | 1. Dezember 2008  | neu aufgestellt                                                                                     | heute                                                                                             | |
| Regionale Sicherungs- und Unterstützungskompanie Bremen (Ergänzungstruppenteil 2)                                 | 1. September 2012 | neu aufgestellt                                                                                     | 31. Juli 2021                                                                                     | umbenannt in Heimatschutzkompanie Bremen (Ergänzungstruppenteil 2)                                                        |
| Jugendoffizier Hansestadt Bremen                                                                                  | 1. Februar 2013   | aus Wehrbereichskommando I – Jugendoffizier Bremen                                                  | heute                                                                                             | |
| Unterstützungspersonal Regionale Sicherungs- und Unterstützungskräfte Bremen                                      | 1. Februar 2013   | neu aufgestellt                                                                                     | heute                                                                                             | |
| Kreisverbindungskommando Kreisfreie Stadt Bremerhaven                                                             | 1. Februar 2013   | neu aufgestellt                                                                                     | heute                                                                                             | |
| Verbindungskommando Sanitätsdienst Landeskommando/Landesregierung Bremen                                          | 1. Juli 2014      | neu aufgestellt                                                                                     | heute                                                                                             | |
| CIMIC-Center Teile Bremen                                                                                         | 1. Oktober 2014   | neu aufgestellt                                                                                     | 30. September 2017                                                                                | aufgelöst |
| Heimatschutzkompanie Bremen (Ergänzungstruppenteil 2)                                                             | 1. August 2021    | aus Regionale Sicherungs- und Unterstützungskompanie Bremen (Ergänzungstruppenteil 2)               | heute                                                                                             | |
| 4. Fliegende Staffel/Lufttransportgeschwader 62                                                                   | 1. April 2023     | neu aufgestellt                                                                                     | heute                                                                                             | |

Mit der Stationierungsentscheidung 2011 blieb die Scharnhorst-Kaserne zwar erhalten. Es sollten jedoch die 260 bestehenden Dienstposten auf 70 reduziert werden. Dazu wurde die Feldjägerkompanie aufgelöst.

## Teilkonversion
2008 gab die Bundeswehr die militärische Nutzung einer Teilfläche der Scharnhorst-Kaserne unmittelbar angrenzend an den Werdersee auf. Am 11. November 2008 wurden große Teile von Huckelriede durch die Bremische Bürgerschaft als Sanierungsgebiet ausgewiesen. 2009 wurde ein städtebaulicher Rahmenplan als Grundlage für das Sanierungsgebiet erstellt. Am 20. Januar 2011 wurde der Aufstellungsbeschluss für den Bebauungsplan 2417 für ein etwa 3 Hektar großes Gebiet zwischen Niedersachsendamm, Weserdeich, Friedhof Huckelriede und nördlich Hubertushöhe gefasst. Für das Kasernengebiet wurden bereits erste Bebauungskonzepte entwickelt, die im August 2011 vorgestellt wurden. Im Kontext der Flüchtlingskrise in Deutschland 2015/2016 wurden ab 16. Juni 2015 Wohncontainer für den Bau eines Übergangswohnheims für insgesamt 200 Flüchtlinge auf einer von der Kaserne abgetrennten Teilfläche aufgestellt. 2019 erwarb die Bremische Wohnungsbaugesellschaft Gewoba ein 25.000 Quadratmeter großes Grundstück vom Bund. Die öffentliche Auslegung des Bebauungsplans erfolgte mit Beschluss vom 28. Mai 2020. Im Dezember 2020 lagen die Ergebnisse eines durch die Wohnungsbaugesellschaft im Juni 2020 ausgelobten Architekturwettbewerbs zur Bebauung des Gebiets vor. Der Bebauungsplan wurde vom Senat der Hansestadt Bremen am 18. Mai 2021 und von der Stadtbürgerschaft am 1. Juni 2021 verabschiedet. Der Bebauungsplan legt zwei Allgemeine Wohngebiete mit Tiefgaragen und verschiedenen Gebäudehöhen von 19 bis 25 Metern, zwei private Grünflächen, eine öffentliche Verkehrsfläche für eine Erschließungsstraße mit Wendehammer sowie einen privaten Fußweg und einen öffentlichen Parkplatz fest. Entstehen sollen 214 Wohnungen, davon mindestens 85 mit Sozialbindung. Im Dezember 2022 war Baubeginn. Der erste Bauabschnitt mit 125 Wohnungen soll im Sommer 2025, der zweite mit weiteren 93 preiswerten Wohneinheiten im Frühjahr 2027 abgeschlossen sein. Das Gebiet wird als „Seehöfe“ bezeichnet.

## Weitere zivile Nutzungen der Kaserne
Seit 2013 nutzt die Feuerwehr Bremen Teile der Scharnhorst-Kaserne für ihre Feuerwehrschule. 2015 zog außerdem die Verkehrspolizei Bremen ein.